# Фосфид тримеди
Фосфид тримеди — неорганическое соединение
металла меди и фосфора с формулой Cu3P,
серо-чёрные кристаллы,
не растворяется в воде.

## Получение
- Нагревание меди и красного фосфора:

{\displaystyle {\mathsf {3Cu+P\ {\xrightarrow {T}}\ Cu_{3}P}}}
- Восстановление фосфида димеди водородом:

{\displaystyle {\mathsf {6Cu_{2}P+3H_{2}\ {\xrightarrow {1000^{o}C}}\ 4Cu_{3}P+2PH_{3}}}}

## Физические свойства
Фосфид тримеди образует серо-чёрные кристаллы (по другим данным кристаллы медного цвета),
тригональной сингонии,
пространственная группа P 3c1,
параметры ячейки a = 0,6940 нм, c = 0,7135 нм, Z = 6.
Не растворяется в воде.